# Полянское (Восточно-Казахстанская область)
Полянское (каз. Полянское, до 2020 г. — Первороссийское) — село в Алтайском районе Восточно-Казахстанской области Казахстана. Административный центр Полянского сельского округа. Находится примерно в 31 км к западу от районного центра, города Алтай. Код КАТО — 634847100.

## Население
В 1999 году население села составляло 1199 человек (544 мужчины и 655 женщин). По данным переписи 2009 года, в селе проживало 912 человек (409 мужчин и 503 женщины).